# Середній Калар
Середній Кала́р (рос. Средний Калар) — село у складі Каларського округу Забайкальського краю, Росія.

## Населення
Населення — 62 особи (2010; 114 у 2002).
Національний склад (станом на 2002 рік):
- евенки — 73 %